# ローエル・ベラスコ
ローエル・ベラスコ（Roel Velasco、1969年6月26日 - ）は、フィリピンの元男子アマチュアボクシング選手である。西ネグロス州バゴー・シティ出身。
1992年バルセロナオリンピックで銅メダル獲得。1997年世界選手権では銀メダル獲得。
1998年にはグッドウィルゲームズでフィリピン初のメダルとなる銅メダルを獲得。
現在はフィリピン海軍に所属しフィリピンナショナルチームのコーチも務める。
弟のマンスエト・ベラスコは1996年アトランタオリンピックにおいて兄と同じ階級で銀メダルを獲得した。

## オリンピック結果
- Defeated James Wanene (Kenya) 16–1
- Defeated Rajendra Prasad (India) 15–6
- Defeated Rowan Williams (Great Britain) 7–6
- Lost to Rogelio Marcelo (Cuba) RSC 1 (1:36)